# アーロン・ブランク
アーロン・ブランク（Aaron Blunck、1996年4月12日 - ）は、アメリカ合衆国コロラド州Englewood出身のフリースキーヤー。2013年にコロラド州Breckenridgeで開催されたThe Dew Tourではハーフパイプで2位。2014年にソチで開催されたソチオリンピックではハーフパイプで7位入賞。アメリカのハーフパイプナショナルチーム所属。

## 生い立ち
母がスキーインストラクター、祖父がコロラド州Crested Butteのスキー場でスキー学校を開いていた経緯もあり、生後18か月でスキーを始める。2012年のYouth Olympic Winter Gamesで3位になり注目を浴び始める。

## 趣味
サッカー・野球・バスケットボール・トランポリン

## 成績
2014年にソチで開催されたソチオリンピックではハーフパイプで7位入賞。Winter X Gamesには過去4回出場し、最高順位は2013年の7位。
- X Games Aspen 2015 SKI SuperPipe 13th
- X Games Aspen 2014 SKI SuperPipe 13th
- Winter X Games Tignes 2013 SKI SuperPipe 11th
- Winter X Games Aspen 2013 SKI SuperPipe 7th

## 道具提供・スポンサー
- Head
- POC
- チョバニ
- モンスターエナジー
- Paul Mitchell
- The Eleven Experience
- ザ・ノース・フェイス